# Verbandsgemeinde Bad Breisig
Bad Breisig é uma Verbandsgemeinde do distrito de Ahrweiler, Renânia-Palatinado, Alemanha. A sede é o município de Bad Breisig.
A Verbandsgemeinde Bad Breisig consiste nos seguintes municípios:
1. Bad Breisig
2. Brohl-Lützing
3. Gönnersdorf
4. Waldorf